# Pseudendacusta mareeba
Pseudendacusta mareeba is een rechtvleugelig insect uit de familie krekels (Gryllidae). De wetenschappelijke naam van deze soort is voor het eerst geldig gepubliceerd in 1983 door Daniel Otte en Richard D. Alexander.
De soort komt voor in noordoostelijk Queensland; het holotype werd in november 1968 verzameld ten zuiden van Mareeba (Queensland).